# Xã Walcott, Quận Richland, Bắc Dakota
Xã Walcott (tiếng Anh: Walcott Township) là một xã thuộc quận Richland, tiểu bang Bắc Dakota, Hoa Kỳ. Năm 2010, dân số của xã này là 326 người.